# Cuphea ignea
Cuphea ignea là một loài thực vật có hoa trong họ Lythraceae. Loài này được A.DC. mô tả khoa học đầu tiên năm 1849.

## Hình ảnh

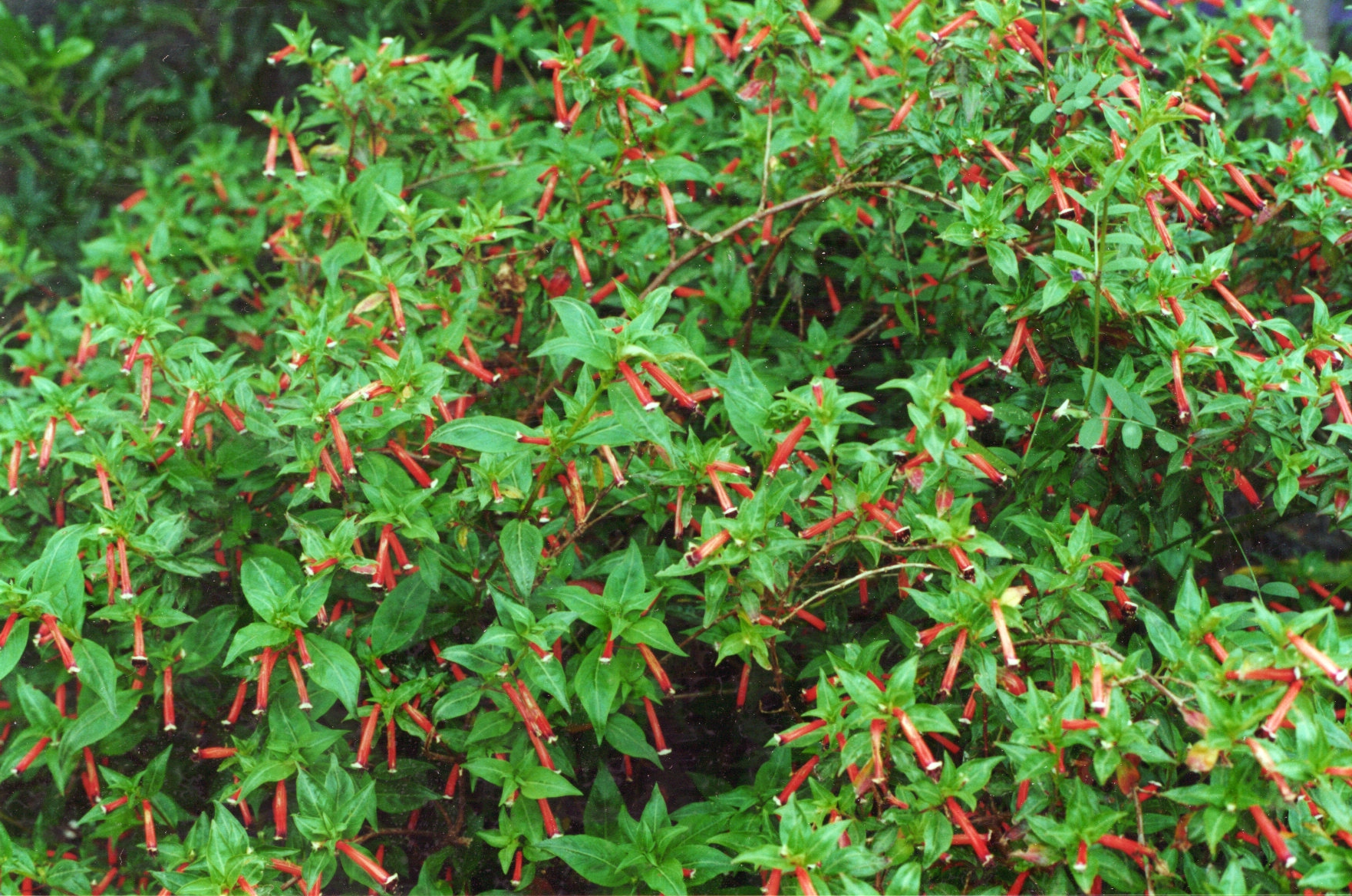
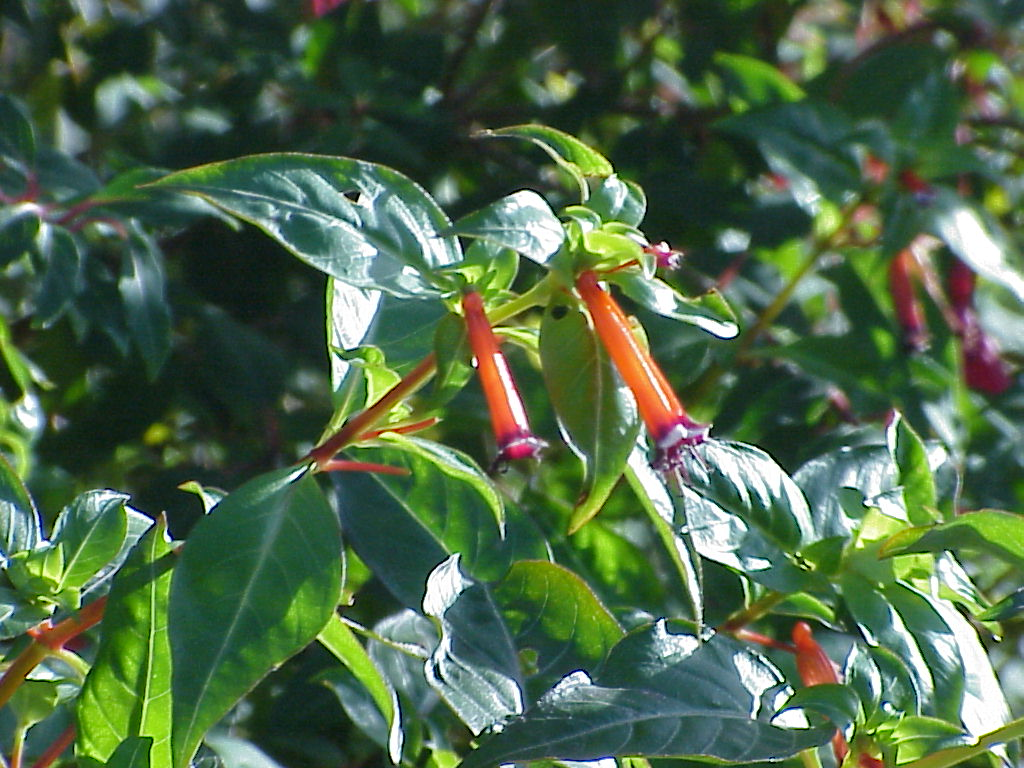
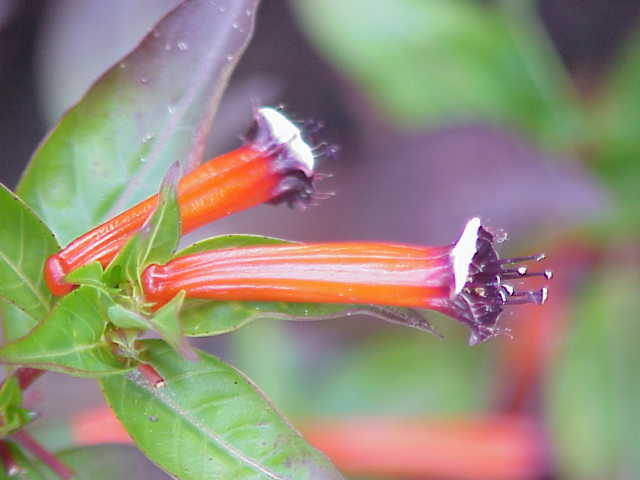
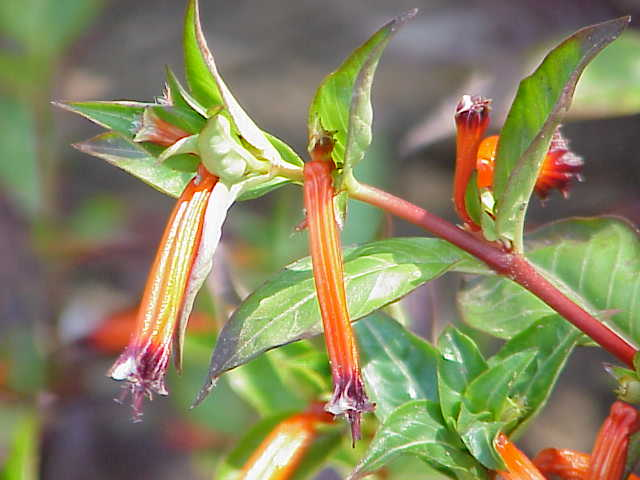